# Neue Pfarrkirche Feldkirch-Tisis

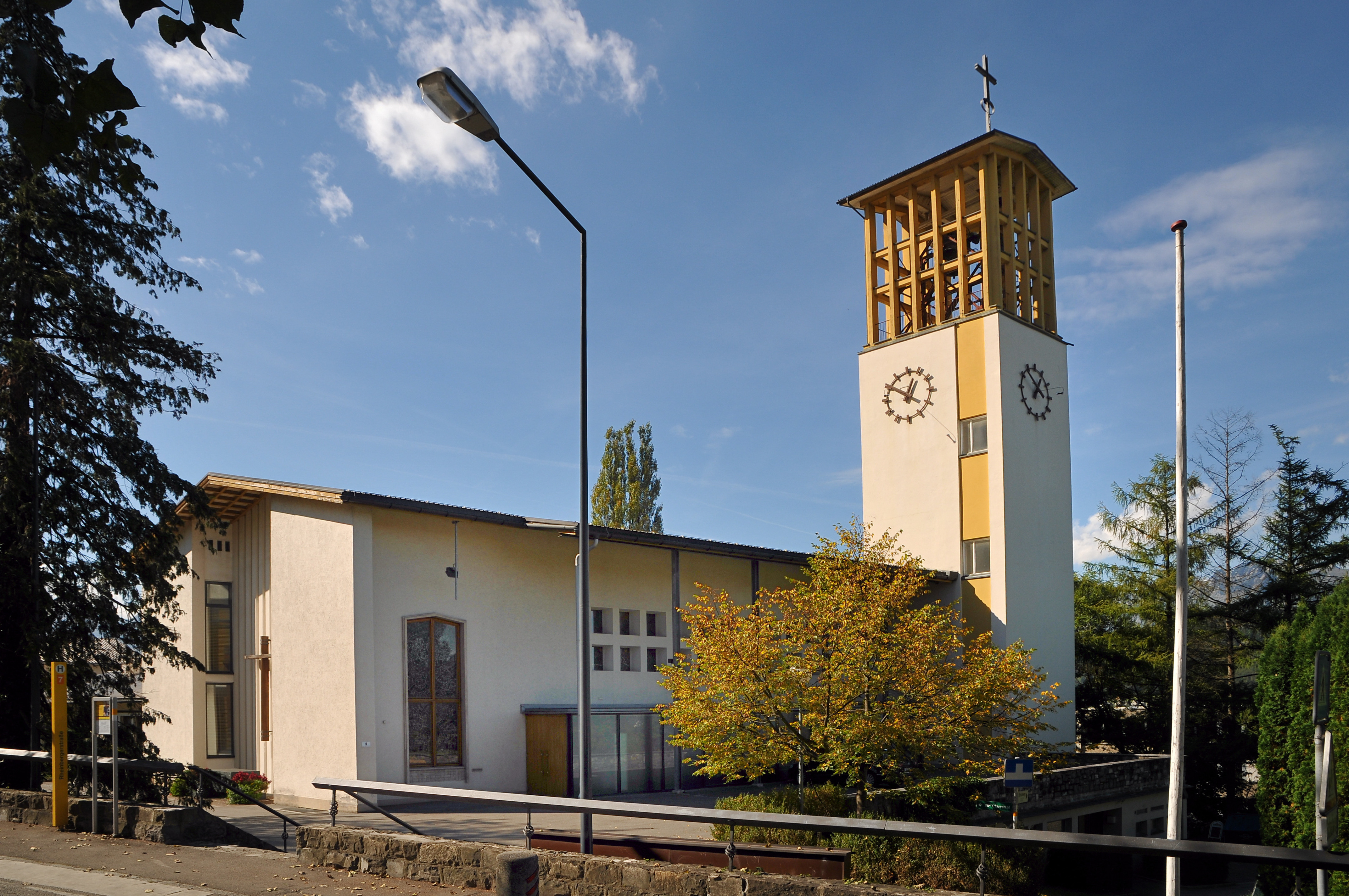
Kath. Pfarrkirche Hl. Familie in Feldkirch

Die römisch-katholische Pfarrkirche Feldkirch-Tisis steht im Stadtteil Tisis der Stadtgemeinde Feldkirch im Bezirk Feldkirch in Vorarlberg. Sie ist der Heiligen Familie geweiht und gehört zum Dekanat Feldkirch in der Diözese Feldkirch. Das Bauwerk steht unter Denkmalschutz (Listeneintrag).

## Geschichte
Die Kirche wurde zwischen 1956 und 1959 nach Plänen von Norbert Ender und Franz Magloth erbaut und 1959 geweiht.

## Architektur
Kirchenäußeres
Die Kirche ist ein Saalbau mit weit vorkragendem Dach. An der Nordseite wird das Dach durch Holzstützen getragen. Ab der Ostwand sind Nischenarkaden mit einem Kriegerdenkmal. Der im Nordwesten stehende Kirchturm hat einen offenen Glockenstuhl. Südlich schließen die Sakristei und das 1975 erbaute Pfarrhaus an die Kirche an.
Kircheninneres
Der Saalraum hat eine Flachdecke. An der südlichen Wand sind Fensterschlitze. Die Altarwand ist vorgezogen, die Empore gerade. Die Glasgemälde stammen von Martin Häusle und wurden 1959 von Rudolf Marte ausgeführt. Im Altarraum ist die Gemeinschaft der Heiligen mit ihren jeweiligen Namen dargestellt. An der linken Langhauswand ist der Kreuzweg in 22 Glasfenstern in Doppelreihen dargestellt. Hinter der Empore ist die Taufkapelle mit Betonglasfenstern.

## Ausstattung
Auf dem Volksaltar mit Ritzzeichnungen ist das Lamm Gottes dargestellt. Auf dem Ambo sind die vier Evangelisten als Ritzzeichnung dargestellt. Auch auf dem Taufstein sind Figuren eingeritzt. Am linken Seitenaltar steht eine Figur des heiligen Michael aus der Mitte des 18. Jahrhunderts. An der rechten Chorwand hängt ein Kruzifix aus der ersten Hälfte des 18. Jahrhunderts.

## Orgel
Die erste Orgel stammte von Hubert Neumann und Edmund Hohn aus dem Jahr 1964. Sie galt schon 2010 als dermaßen verbraucht, dass sie ersten Plänen zufolge durch einen Neubau von Christoph Enzenhofer (Bludesch) ersetzt werden sollte. Letztendlich setzte man die 1868 erbaute, seit 1982 ungenutzte Link-Orgel der Johanniterkirche, mit einer umfangreichen Restaurierung durch den aus Vorarlberg stammenden, in Murau ansässigen Orgelbauer Walter Vonbank verbunden, 2018 in die Tisner Kirche um. Die (laut Voranschlag 210 000 Euro teure) Restaurierung war unter anderem aufgrund des Holzwurmbefalles und ungünstiger klimatischer Bedingungen in der Johanniterkirche in den letzten 25 Jahren aufwendig. Vonbank stellte neue Zinnpfeifen in den Prospekt. Die originalen Zinnpfeifen waren 1917 für Kriegszwecke eingeschmolzen und 1918 von Fa. Mayer durch minderwertige Zinkpfeifen ersetzt worden. Die ansonsten nahezu original erhaltene Orgel hat 15 Register auf zwei Manualen und Pedal, mechanische Spiel- und Registertrakturen und 875 Pfeifen. Wahlweise kann der Wind mit einer kalkantengetriebenen Balganlage oder mit zwei Elektrogebläsen erzeugt werden. Zur Mitfinanzierung der Umsetzung und Restaurierung wurden die Pfeifen der Orgel von 1964 auf einem Basar angeboten.